# Faecalicatena fissicatena
Faecalicatena fissicatena es una especie de bacteria grampositiva del género Faecalicatena. Fue descrita en el año 2017. Su etimología hace referencia a cadena rota. Anteriormente conocida como Eubacterium fissicatena. Es anaerobia estricta e inmóvil. Temperatura de crecimiento entre 20-40 °C, óptima de 37 °C. Tiene un tamaño de 0,3-0,5 μm de ancho por 0,5-1,0 μm de largo. Forma colonias translúcidas. Catalasa negativa. Se ha aislado del tracto digestivo de una cabra.